# Toprak Razgatlıoğlu

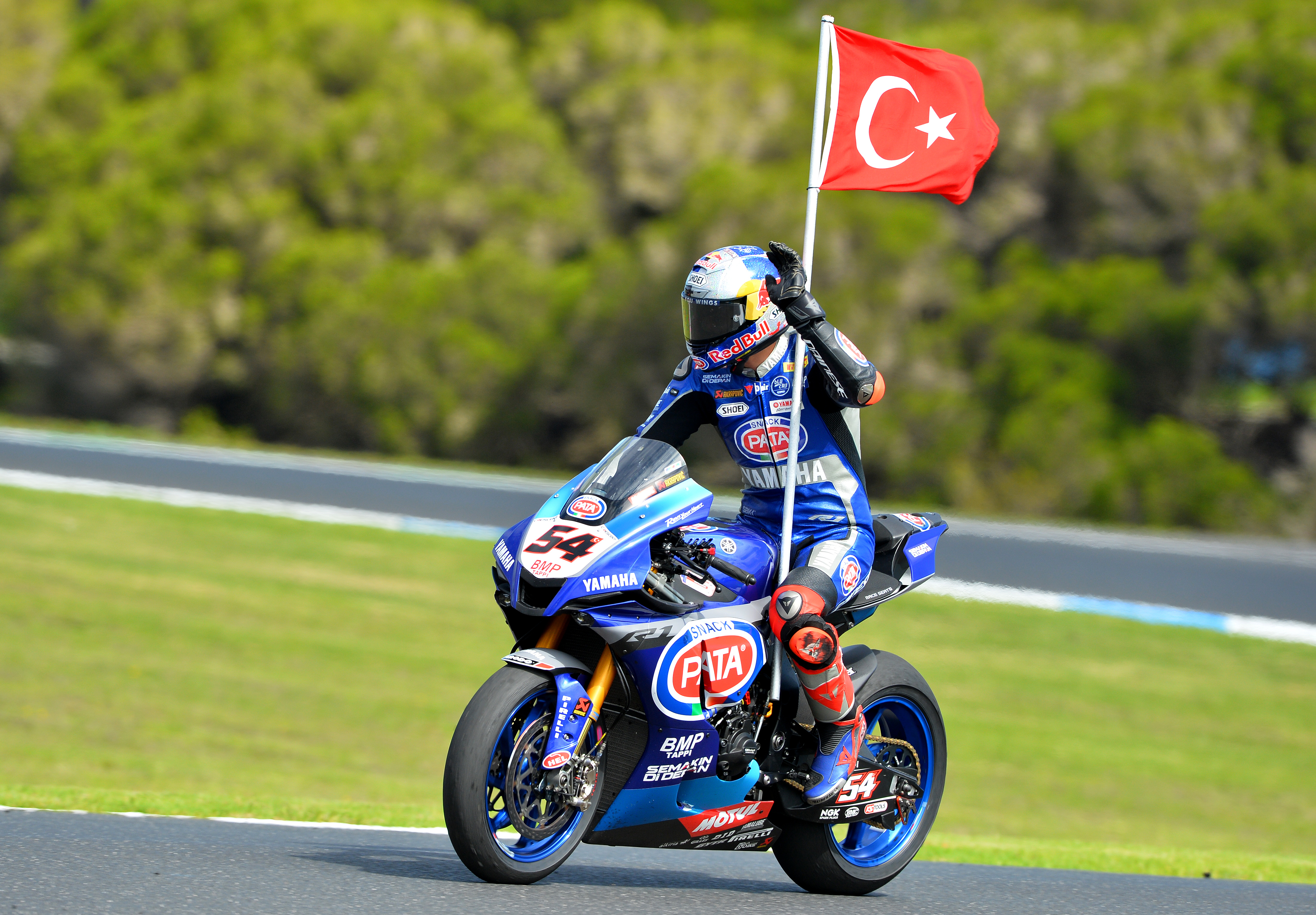
Toprak Razgatlıoğlu in 2020

Toprak Razgatlıoğlu (Sakarya, 16 oktober 1996) is een Turks motorcoureur. In 2021 en 2024 won hij de titel in het wereldkampioenschap superbike.

## Carrière
Razgatlıoğlu begon zijn motorsportcarrière op vijfjarige leeftijd. In 2013 en 2014 nam hij deel aan de FIM MotoGP Rookies Cup. In 2013 begon hij het seizoen met twee podiumplaatsen op het Circuit of the Americas en werd hij met 99 punten tiende in het klassement. In 2014 won hij een race op de Sachsenring en werd hij met 123 punten zesde in het kampioenschap. 
Aan het eind van 2014 debuteerde Razgatlıoğlu in het European Superstock 600 Championship in de laatste race op het Circuit Magny-Cours op een Kawasaki, die hij direct wist te winnen. In 2015 reed hij fulltime in dit kampioenschap en won hij de eerste vijf races van het seizoen op het Motorland Aragón (tweemaal), het TT-Circuit Assen, het Autodromo Enzo e Dino Ferrari en het Autódromo Internacional do Algarve. In de overige drie races behaalde hij nog twee podiumplaatsen en miste hij een race vanwege een blessure. Met 157 punten werd hij overtuigd gekroond tot de laatste kampioen in de klasse.
In 2016 maakte Razgatlıoğlu de overstap naar de FIM Superstock 1000 Cup, waar hij opnieuw op een Kawasaki reed. Hij moest echter de eerste twee races van het seizoen missen vanwege een blessure. Na zijn terugkeer behaalde hij twee podiumfinishes in de laatste races op Magny-Cours en het Circuito Permanente de Jerez en werd hij zo met 70 punten vijfde in het eindklassement. Tevens debuteerde hij dat jaar in het wereldkampioenschap superbike in de seizoensopener op het Phillip Island Grand Prix Circuit op een Kawasaki als eenmalige vervanger van de geblesseerde Joshua Hook, maar vanwege een crash in de vrije training raakte hij zelf ook geblesseerd.
In 2017 bleef Razgatlıoğlu actief in de FIM Superstock 1000 Cup en won hij drie races op Assen, Donington Park en Portimão en stond hij tevens op Imola en Jerez op het podium. Hij moest echter de race op Magny-Cours missen vanwege een blessure die hij opliep tijdens de vrije trainingen. Met 130 punten eindigde hij als tweede in het kampioenschap, met slechts acht punten achterstand op Michael Ruben Rinaldi.
In 2018 maakte Razgatlıoğlu zijn debuut als fulltime coureur in het wereldkampioenschap superbike op een Kawasaki. Hij startte het seizoen voorzichtig en behaalde enkele top 10-finishes. Halverwege het jaar behaalde hij op Donington Park zijn eerste podiumfinish, waar hij op het Circuito San Juan Villicum een tweede podiumplaats aan toevoegde. Met 151 punten werd hij negende in het kampioenschap.
In 2019 bleef Razgatlıoğlu op een Kawasaki rijden in het WK superbike. In de eerste tien raceweekenden behaalde hij acht podiumfinishes, voordat hij op Magny-Cours twee overwinningen boekte. Vervolgens stond hij nog driemaal op het podium, waardoor hij met 315 punten vijfde werd in het klassement, nog voor Kawasaki-fabriekscoureur Leon Haslam. Tevens was hij de beste coureur van een onafhankelijk team, waardoor hij het independentskampioenschap won.
In 2020 stapte Razgatlıoğlu binnen het WK superbike over naar het fabrieksteam van Yamaha als vervanger van Alex Lowes en als teamgenoot van Michael van der Mark. Hij won direct de eerste race op Phillip Island en behaalde tevens in het laatste raceweekend op het Autódromo do Estoril nog twee overwinningen. In de rest van het seizoen behaalde hij zes andere podiumfinishes. Met 228 punten werd hij achter Jonathan Rea, Scott Redding en Chaz Davies vierde in het kampioenschap.
In 2021 rijdt Razgatlıoğlu opnieuw voor het fabrieksteam van Yamaha in het WK superbike.